# Shandy, un Anglais dans l'Empire
Shandy, un Anglais dans l'Empire est une série de bande dessinée des Français Matz (scénario) et Dominique Bertail (couleurs et dessins).
Son second volume a obtenu en 2006 le prix Saint-Michel du meilleur album francophone.

## Albums
- Shandy, un Anglais dans l'Empire, Delcourt, coll. « Conquistador » :

1. Agnès (2004)
2. Sous le soleil d'Austerlitz (2006)